# Алексеенко, Гавриил Фёдорович
Гавриил Фёдорович Алексеенко (23 марта 1912 — 1 августа 1971) — санинструктор 610-го стрелкового полка (203-я стрелковая дивизия, 6-я армия, 3-й Украинский фронт), старшина.

## Биография
Родился 23 марта 1912 года в селе Николина Балка Благодарненского уезда Ставропольской губернии (ныне — Петровского района Ставропольского края). Работал комбайнёром в колхозе «Красный боец».
В 1941 году был призван в Красную Армию. На фронте в Великую Отечественную войну с июля 1941 года. Воевал в пехоте, участвовал в сражении за Сталинград, форсировании Днепра.
10 ноября 1943 года в бою у населённого пункта Новый Кичкас Запорожской области старшина Алексеенко оказал медицинскую помощь 60 раненым солдатам и командирам. Находясь в боевых порядках, принимал участие в отражении контратак врага. 24 ноября 1943 года старшина Алексеенко Гавриил Фёдорович награждён орденом Славы 3-й степени.
27 ноября 1943 года в боях оказал на поле боя медицинскую помощь 11 раненым солдатам и вынес их в безопасное место с оружием. 28 ноября 2 декабря в боях за расширение плацдарма на правом берегу Днепра у села Ново-Фёдоровка Пологовского района Запорожской области спас 15 раненых солдат и офицеров. 8 января 1944 года старшина Алексеенко Гавриил Фёдорович награждён орденом Славы 2-й степени.
15-21 мая 1944 года в боях в районе села Дороцкое Дубоссарского района Молдавии старшина Алексеенко под огнём пришёл на помощь пострадавшим 10 солдатам и 4 офицерам. Был ранен, но поля боя не покинул.
Указом Президиума Верховного Совета СССР от 24 марта 1945 года за образцовое выполнение заданий командования старшина Алексеенко Гавриил Фёдорович награждён орденом Славы 1-й степени, став полным кавалером ордена Славы.
В 1945 году демобилизован. После войны жил и работал в родном селе. Скончался 1 августа 1971 года.

## Память
Дом, в котором родился и жил кавалер Ордена Славы трёх степеней Г. Ф. Алексеенко, решением крайисполкома от 01.10.1981 № 702 объявлен памятником истории местного значения. На здании имеется мемориальная табличка. Ещё одна памятная доска в честь Алексеенко открыта 4 сентября 2017 года в Николинобалковской СШ № 12. Именем героя названа одна из улиц его родного села.
Барельеф Г. Ф. Алексеенко установлен на мемориале Славы в сквере имени Гайдара в городе Светлограде.

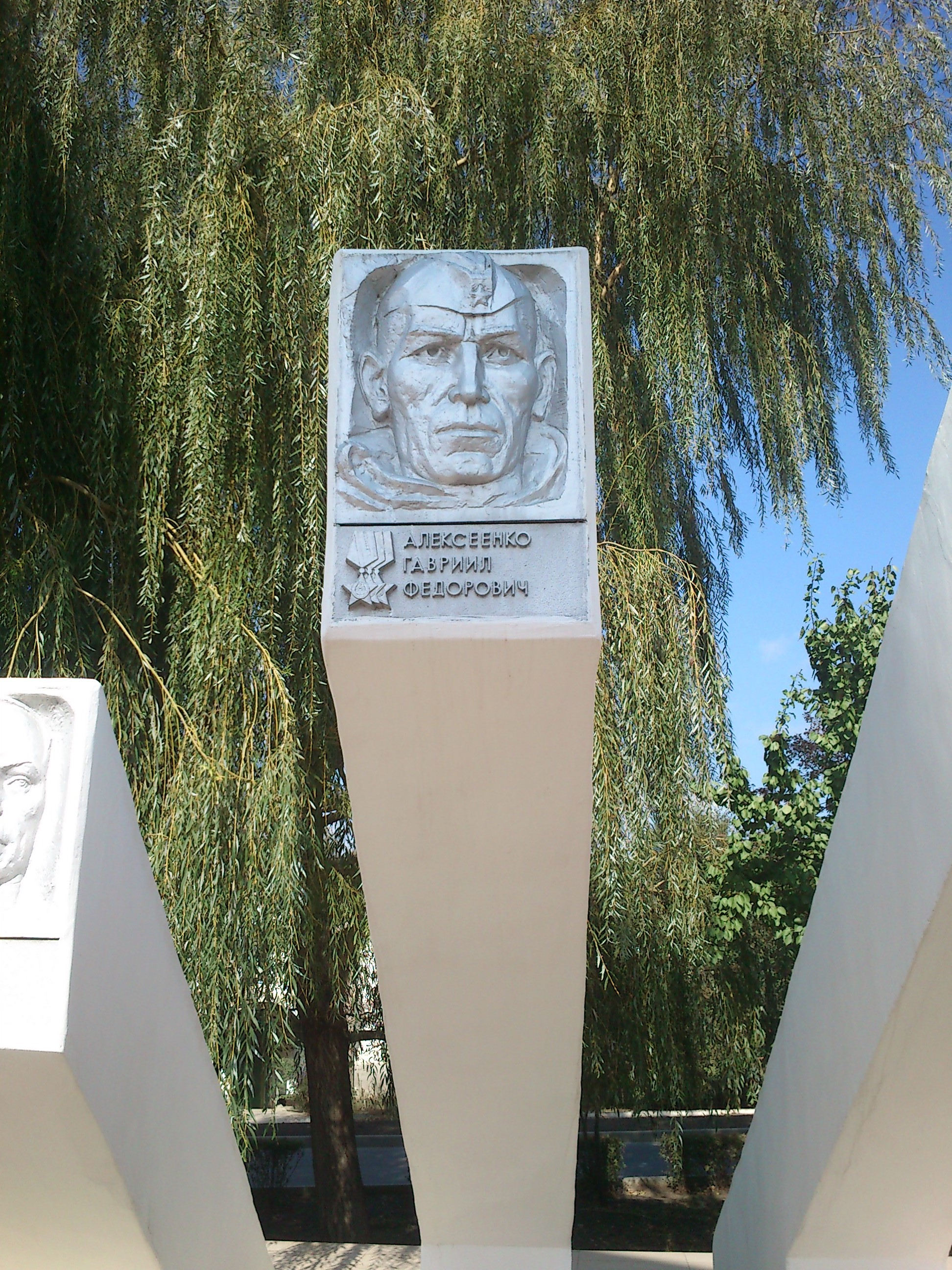
Барельеф на Аллее Славы в Светлограде